# Весняне (Могилів-Подільський район)
Весня́не —  село в Україні, у Чернівецькій селищній громаді Могилів-Подільського району Вінницької області.
Станом на 2020 рік у селі проживає менше 100 осіб.

## Історія
7 (20) листопада 1917 року, відповідно до Третього Універсалу Української Центральної Ради, увійшло до складу Української Народної Республіки.
Біля сільської школи до середини вересня 2020 року стояв останній пам'ятник Леніну на Вінниччині.
12 червня 2020 року, відповідно до Розпорядження Кабінету Міністрів України № 707-р «Про визначення адміністративних центрів та затвердження територій територіальних громад Вінницької області», увійшло до складу Чернівецької селищної громади.
19 липня 2020 року, в результаті адміністративно-територіальної реформи та ліквідації Чернівецького району, село увійшло до складу новоутвореного Могилів-Подільського району.